# Johannes Noltenius van Elsbroek
Mr. Johannes Noltenius van Elsbroek (Den Haag, 24 november 1818 - Strijen, 4 augustus 1874) was een Nederlands burgemeester.

## Biografie
Noltenius van Elsbroek was een zoon van Christophorus Noltenius van Elsbroek (1778-1846) en Lidia Catharina Canneman.